# 丸竹夷
丸竹夷（まるたけえびす、1994年2月11日 - ）は、日本の教育者、YouTuber。福岡県久留米市出身。愛称は、丸竹さん、夷先生など。YouTubeにおいて、高校生に向け授業動画を配信している。

## 略歴

### 生い立ち
1994年2月11日、福岡県久留米市にて出生。
八女学院高等学校に入学し、進路を選ぶ際に「福岡県で小学校の先生になりたい。」と考えるようになり、福岡教育大学初等教育教員養成課程数学選修に入学。数学科を選んだのは「就職に有利そうだから。」という単純な理由だったが河合塾で一年間浪人する。
その浪人期間中に会った講師の影響で日本史に興味を持ち、予備校に通学する時間を使って「Youtubeで日本史の勉強をしたい。」と考えるが、当時のYoutubeには思ったような動画が無かった。これが後にYoutubeに大学受験で使える日本史の動画を投稿するようになったきっかけのひとつ。
大学入学後に教授から「小学校なら何科でも一緒。」と言われたことをきっかけに、「それなら好きなことを学びたい。」と考えて、子どもの頃から好きだった美術科に三年生の時に転課し卒業。
大学在学時から家庭教師として中学生・高校生を指導し、卒業後は公立小学校教員として4年間学校教育に携わっていた。

### Youtube開始後
公立小学校教員として授業の動画教材を作っている際に、かつて浪人生だった頃に日本史の動画を探していたことを思い出す。
しかし検索をしてもまだYoutubeには思ったような動画が無かったため、自分で作るようになった。

## 人物
企画・編集・録音・撮影など全て一人でこなしている。
YouTubeに存在するチャンネルは2つ。
「YouTube高校 / 日本史・世界史」では、大学受験レベルの日本史を通史で投稿。映像という強みを活かして、資料や地図、更には現地映像を活用した動画を配信。
「丸竹夷 / 歴史旅行」では、旅行先で古地図を用いながら撮影した動画などを中心に取り扱っている。

## 著書
- 大人気YouTuber方式 眺めるだけでまるわかり！忙しい人のための日本史講座

2023年2月9日、宝島社より出版。ISBN 978-4299039439